# Јапанска лака крстарица Могами
Крстарица Могами (јап:最上 通報艦) је била други брод серије лаких крстарица класе Јодо у Царској Јапанској морнарици. Добила је име по реци Могами, која се налази на острву Хоншу, Јапан.

## Позадина
Пројектовани и изграђени у домаћим бродоградилиштима у Јапану, лако наоружани и лако оклопљени бродови класе Јодо, су били намењени за веома брзе извиђаче, и служили су као обавештајни бродови. Међутим, они су већ били застарели кад су пројектовани, са усавршеном бежичном радио везом коришћеном током Руско-Јапанског рата у периоду 1904. - 1905. године.
Могами је за разлику од постојећих бродова, био први брод у јапанској морнарици са турбином. Ипак, Јапанци нису могли да произведу редуктор, те је Могами имао један незграпан систем од три потпуно спрегнуте турбине; две за крстарење и једна за велке брзине. Такође то је био први ратни брод изграђен код Мицубишијеве Тешке индустрије у Нагасакију.

## Служба
Комплетирана након завршетка Руско-Јапанског рата, крстарица Могами је у почетку коришћена за обуку и обално патролирање. Могами је 12. октобра 1912. године, прекласификована у топовњачу 1. класе.
Крстарица Могами је била део јапанске флоте у бици за Цингтао у Првом светском рату, и помогла је у потапању немачког торпиљера С-90. Она је касније (1917. - 1921) прикључена патролној служби између Каролинских и Маријанских острва, након што је Јапан запленио те острвске групе од Немачке.
У периоду од 1921. до 1928, Могами је придружена рибарској патролној служби и патролира дуж обале Сибира.
Могами одлази на сечење 1. априла 1928. године. Иронично, мада је Могами сматран за модеран и успешан пројекат, са његовом великом брзином и турбинама, он је пензионисан много пре свог брода близанца – крстарице Јодо, углавном због перформанси и проблема са одржавањем његових мотора.
Док се налазио на сечењу у Осаки, једна искра из апарата за заваривање пали преосталу нафту у Могавијевим складиштима, проузроковавши експллозију и пожар који уништава труп брода за два сата. Могамијев главни јарбол је конзервисан и сачуван у Наканошима парку у центру града Осака као један мировни меморијал.